# Anania Sirakaci
Anania Sirakaci, Siráki Ananiás (örményül: Անանիա Շիրակացի, Anania Širakac’i 610–685) örmény matematikus, tudós és földrajztudós. A leghíresebb munkái a Földrajzi útmutató és a Csillagászat. Híressé tette az a kijelentése, miszerint a Föld gömb alakú. Ez többet tartalmazott, mint az arisztotelészi állítás. [forrás?]
Az Anania Sirakaci-érem örmény állami díj, melyet közgazdászok, mérnökök, feltalálók és természettudósok kaphatnak.
2005-ben az örmény állami bank kiadott egy emlékérmét, melyen az ő alakja látható.